# Idaea monata
Idaea monata är en fjärilsart som beskrevs av Ramos 1946. Idaea monata ingår i släktet Idaea och familjen mätare. Inga underarter finns listade i Catalogue of Life.